# 坂本茉奈美
坂本 茉奈美／Manami Sakamoto（さかもと まなみ、1988年 - ）は、日本の映像クリエイター、VJ。神奈川県出身。
ファッションショー、ラグジュアリーブランドのショー映像、舞台映像、企業の展示映像、ミュージックビデオの映像制作等の活動をしている。
またVJ MANAMI名義では数少ない女性VJとして、WOMB、ageHa、Sankeys等、主に都内のCLUBで活動をしている。

## 経歴
2010年にVJのキャリアをスタートし、
日本ではUltra Japan、Summer Sonic、Pacha Festival Tokyo、ELECTROXなどの大型フェスへの出演やイギリス/ロンドンにおいてのVJ TOURなど海外での活動も精力的に行っている。
VJ活動と並行しながら、モーショングラフィックを軸に様々な分野において映像作品を制作し、また最新のテクノロジー技術を取り入れたエンターテイメント性の高い映像を追求する、映像作家である。
2016年には日本の伝統芸能を主軸とした舞台『Infinity』『GIFT』の映像監督として舞台演出に携わった。

## 人物
自分が解釈した世界観を、映像で表現できるようにVJを行う際は担当するアーティストについて調べてDJ MIXを探し、極力そのアーティストが好きな世界観を理解しようとする。
しかし、ただ調べるだけではなく、本人と話して提案できたほうがより良い世界観を作れるのではないかと常々考えている。

また音楽ジャンルに偏らないスタイルで活動している。
エレクトリックミュージックを中心に様々な音楽に触れる事で、その音楽の特徴をヴィジュアル化し、更に全く別の音楽に取り入れる事で新しい化学反応をおこし、個性的で深い表現をスタイルとしている。

## 作品
- 東方神起 コンサート映像（2015年8月）
- SUPER JUNIOR コンサート映像（2015年10月）
- Village Vanguad 名古屋店マッピング映像（2015年12月）
- BEAST JAPAN TOURコンサート Opening映像（2015年12月）
- Tokyo Girls Collection2016 Teaser映像（2016年1月)
- David J.Production Presents 舞台『Infinity』,『GIFT』（2016年8月）
  - 映像監督
- BENI 『永遠-marrige ver-』ミュージックビデオ（2016年8月）
- 舞台『THE FACTRY』（2017年2月）

## VJ

### CLUB EVENT
- CLASH 10th Anniversary@ageHa / Richie Hawtin（2014年5月）
- VJ LONDON TOUR（2014年9月）
- MAXRAVE@ageHa / WESTBAM（2015年7月）
- WIREDCLASH@ageHa / Richie Hawtin（2016年9月）
- TDME x Boiler Room@渋谷ヒカリエ（2016年12月）
- Mother14th Anniversary@WOMB / D-NOX（2016年12月）
- Ministry Of Sound YEAR END PARTY@TABLOID / Tara Mcdonald（2016年12月）
- ageHa CountDown to 2017@ageHa / R3HAB（2016年12月）

### CLUB FES
- ELECTROX@幕張メッセ（2015年〜2017年）
- ROCK IN JAPAN FESTIVAL TOKYO@国営ひたち海浜公園（2015年8月）
- Pacha Festival Tokyo@春海客船ターミナル / martin Solveig,Basment Jaxx,eddeLe Grand（2016年5月）
- AVICII Japan Tour@幕張海浜公園（2016年6月）
- Electric Zoo Beach Tokyo@幕張海浜公園（2016年6月）
- Summer Sonic@幕張メッセ/SAM FELDT,VINAI,etc（2016年8月）
- SPECTRUM DANCE MUSIC FESTIVAL@KOREA,SEOUL（2016年10月）